# Fédération africaine d'haltérophilie
La Fédération africaine d'haltérophilie (anglais : Weightlifting Federation of Africa (WFA)) est une association qui regroupe les fédérations nationales d'haltérophilie en Afrique. Son rôle est de gérer et développer l'haltérophilie à l'échelon continental. Elle est basée à Tunis, en Tunisie.
L'organisme est fondé en 1978 à Alexandrie. Elle organise ses premiers Championnats d'Afrique l'année suivante.